# Élisabeth de Bourg (comtesse d'Ulster)
Ne doit pas être confondue avec sa grande-tante, Élisabeth de Bourg (reine d'Écosse).
Pour les autres membres de la famille, voir famille de Bourg.
Titres
Duchesse de Clarence
13 novembre 1362 – 10 décembre 1363
(1 an et 27 jours)
Comtesse d'Ulster
6 juin 1333 – 10 décembre 1363
(30 ans, 6 mois et 4 jours)
Élisabeth de Bourg, aussi appelée Elizabeth de Burgh en anglais (née le 6 juillet 1332 et morte le 10 décembre 1363), duchesse de Clarence par mariage, 4e comtesse d'Ulster et 5e baronne de Connaught, est une noble normano-irlandaise, qui a épousé Lionel d'Anvers, duc de Clarence.

## Famille
Élisabeth de Bourg est née dans le château de Carrickfergus à Belfast en Irlande, fille unique de Guillaume le Comte Brun, troisième comte d'Ulster, et de Maud de Lancastre. Elle est la dernière descendante légitime de la branche aînée issue de Guillaume de Bourg. Ses grands-parents paternels étaient Jean de Bourg et Élisabeth de Clare et ses grands-parents maternels étaient Henri, 3e comte de Lancastre, et Maud Chaworth. Elle est la demi-sœur maternelle de Maud de Ufford, comtesse d'Oxford.

## Mariage
Avec l'assassinat de son père, elle devient la seule héritière légitime de toutes les possessions des de Bourg en Irlande. En fait, ses proches Edmond de Bourg de Clanwilliam, Edmond Albanach, Mac William Iochtar, Uilleag, Mac William Uachtar deviennent de facto chefs de famille et propriétaires des territoires des de Bourg pendant la Guerre Civile de Burgh (en).
En tant que comtesse d'Ulster, elle était élevée en Angleterre et épousa Lionel d'Anvers, duc de Clarence, le 15 août 1352 à la tour de Londres. Ce dernier était le second fils d'Édouard III, roi d'Angleterre et de Philippa de Hainaut.
Le couple n'a eu qu'un seul enfant, Philippa, née le 16 août 1355, qui lui succéda comme comtesse d'Ulster, et qui épousa Edmond Mortimer, 3e comte de March. Les deux titres sont ensuite passés à Anne Mortimer, qui l'apporta à la maison d'York. C'est sur leur parenté depuis Lionel d'Anvers que les ducs d'York ont fondé leur prétention au trône d'Angleterre, déclenchant la Guerre des Deux-Roses.
Élisabeth est morte à Dublin en 1363 alors que son époux était gouverneur d'Irlande. Elle est enterrée au Prieuré de Clare, dans le Suffolk.